# Smittia acutilobata
Smittia acutilobata är en tvåvingeart som beskrevs av Maurice Emile Marie Goetghebuer 1932. Smittia acutilobata ingår i släktet Smittia och familjen fjädermyggor.
Artens utbredningsområde är Belgien. Inga underarter finns listade i Catalogue of Life.